# 紐約我愛你
《紐約我愛你》（英語：New York, I Love You）是一部2009年的劇情片，在美國於2009年10月16日上映。《巴黎，我愛你》的製作班底，由多名演員主演，其中包括西亞·李畢福、娜塔莉·波曼、海登·克里斯唐森、奧蘭多·布魯、伊森·霍克、克里斯·庫柏、安迪·賈西亞、克莉絲汀·里奇、伊凡·卡漢、羅蘋·萊特·潘、茱莉·克莉絲蒂及伊森·霍克。本片於2008年9月在2008年多倫多國際影展首映。

## 情節
《紐約我愛你》是由11部短片結合的作品，每個段落大概10分鐘。部分演員擁有國際地位（娜塔莉·波曼、西亞·李畢福、海登·克里斯唐森、奧蘭多·布魯與伊凡·卡漢），每個段落在紐約的五個區拍攝。就像前作《巴黎，我愛你》，每個片段都不相關，但都纏繞在尋找真愛的主旨上。

## 演員與工作人員
以下是《紐約我愛你》十個段落完整的演員與工作人員，過渡部分由藍帝·柏斯梅耶執導。
| 段落 | 導演          | 編劇                                    | 演員                                                                                                |
| ---- | ------------- | --------------------------------------- | --------------------------------------------------------------------------------------------------- |
| 01   | 姜文          | 胡宏、孟遙 改編：以瑟利·霍維茲          | 海登·克里斯唐森 飾演 班 安迪·賈西亞 飾演 蓋瑞 瑞秋·比爾森 飾演 莫莉                                 |
| 02   | 米拉·奈兒     | 蘇克圖·梅塔                             | 娜塔莉·波曼 飾演 瑞芙卡·馬龍 伊凡·卡漢 飾演 曼薩拜                                                  |
| 03   | 岩井俊二      | 改編：以瑟利·霍維茲                     | 奧蘭多·布魯 飾演 大衛·庫勒 克莉絲汀娜·蕾茜 飾演 卡蜜兒                                              |
| 04   | 伊凡·艾塔     | 奧利維·雷柯                             | Maggie Q 飾演 應召女郎 伊森·霍克 飾演 作家 克里斯·庫柏 飾演 艾力克斯 羅蘋·萊特·潘 飾演 安娜         |
| 05   | 布萊特·瑞納   | 傑夫·納坦森                             | 安東·裕中 飾演 男孩 詹姆斯·肯恩 飾演 里科立先生 奧莉薇·瑟爾比 飾演 女演員 布蕾克·萊弗莉 飾演 前女友 |
| 06   | 艾倫·休斯     | 珊·卡沙維與史蒂芬·溫特                  | 布萊德利·古柏 飾演 蓋斯 德芮·狄·馬提歐 飾演 莉迪雅                                                  |
| 07   | 夏克哈·卡帕   | 安東尼·明格拉                           | 茱莉·克莉絲蒂 飾演 伊莎貝爾 約翰·赫特 飾演 侍者 西亞·李畢福 飾演 雅各                               |
| 08   | 納塔莉·波曼   | 娜塔莉·波曼                             | 泰勒·吉爾 飾演 蒂雅 卡洛斯·阿柯斯塔 飾演 但丁 賈欣妲·貝瑞特 飾演 瑪姬                               |
| 09   | 法提·阿金     | 法提·阿金                               | 烏格·郁索爾 飾演 畫家 舒淇 飾演 中醫 柏特·楊 飾演 地主                                              |
| 10   | 約夏·馬斯頓   | 約夏·馬斯頓                             | 埃里·瓦拉赫 飾演 艾柏 克蘿麗絲·莉姬曼 飾演 密淇                                                     |
| 轉場 | 藍帝·柏斯梅耶 | 霍爾·鮑威爾、以瑟利·霍維茲與詹姆·施特勞 | 艾蜜莉·歐哈那 飾演 柔伊，視覺藝術家 伊娃·安慕里 飾演 莎拉 賈斯汀·巴森 飾演 賈斯汀                   |

## 反應

### 輿論
本片的輿論反應冷淡。

### 票房
本片國內票房為158萬5859美元。

## 腳註
1. ↑  .   [2010-01-31]. （原始内容存档于2010-08-17）.
2. ↑  .   [2010-01-31]. （原始内容存档于2020-05-14）.
3. 1 2  .   [2010-01-31]. （原始内容存档于2013-09-28）.
4. ↑   (DVD). Vivendi Entertainment.

## 外部連結
- 官方网站
- 互联网电影数据库（IMDb）上《紐約我愛你》的资料（英文）
- Yahoo奇摩電影上《紐約我愛你》的資料（繁體中文）
- 雅虎香港電影上《紐約我愛你》的資料（繁體中文）
- 时光网上《紐約我愛你》的資料（简体中文）
- 豆瓣电影上《紐約我愛你》的資料 （简体中文）
- AllMovie上《紐約我愛你》的资料（英文）